# 安德烈亞·里卡爾迪
安德烈亞·里卡爾迪（義大利語：Andrea Riccardi；1950年1月16日—），出生于罗马，是一位意大利历史学家、政治家，天主教平信徒團體聖艾智德團體的创始人。

## 生平
自2011年11月16日，里卡爾迪出任马里奥·蒙蒂内阁的国际合作部不管部长。
1999年，他获得了联合国教科文组织费利克斯·乌弗埃-博瓦尼和平奖。他还任教于罗马大学和巴里大学。
里卡爾迪也是希拉克基金会荣誉委员会委员，基金会由法国前总统雅克·希拉克创立于2008年，旨在促进世界和平。自2013年1月4日到2013年5月16日里卡爾迪担任中间派政党公民選擇主席。